# Кок Ксор
Кок Ксор (Джарай: Ксор Кок, народився в 1945 році в провінції Гія-Лай, у Центральному нагір'ї В'єтнаму, помер у США 9 січня 2019 року), був членом етнічної групи Джарай і президентом Фонду Montagnard Foundation, Inc. організація, заснована як RSO при Чиказькому університеті, яка стверджує, що її місія полягає у збереженні життів, права та культуру людей Монтаньяра .
Кок Ксор також був членом Транснаціональної радикальної партії (ТРП), неурядової організації, яка займається розслідуванням порушень прав людини у світі.